# ويلي باومايستر
ويلي باومايستر (بالألمانية: Willi Baumeister )‏ (و. 1889 – 1955 م) هو رسام، وأستاذ جامعي، وطابع حروف ‏، ومصور ألماني، ولد في شتوتغارت، شارك في الألعاب الأولمبية الصيفية 1932، وII. documenta ‏، وDocumenta 1 ‏، والألعاب الأولمبية الصيفية 1928، ومعرض دوكومنتا الثالث ‏، توفي في شتوتغارت، عن عمر يناهز 66 عاماً.

## التعليم
تعلم في Friedrich-Eugens-Gymnasium Stuttgart ‏.

## روابط خارجية
- ويلي باومايستر على موقع مونزينجر (الألمانية)
- ويلي باومايستر على موقع ديسكوغز (الإنجليزية)
- ويلي باومايستر على موقع أوليمبيديا (الإنجليزية)